# NGC 394
NGC 394 est une petite galaxie lenticulaire située dans la constellation des Poissons. NGC 394 a été découverte par l'astronome irlandais R. J. Mitchell en 1854.

## Caractéristiques
Sa vitesse par rapport au fond diffus cosmologique est de 4 129 ± 31 km/s, ce qui correspond à une distance de Hubble de 60,9 ± 4,3 Mpc (∼199 millions d'al).
À ce jour, une mesure non basée sur le décalage vers le rouge (redshift) donne une distance d'environ 67,300 Mpc (∼220 millions d'al). Cette valeur est tout juste à l'extérieur des valeurs de la distance de Hubble.
En raison d'une brillance de surface égale à 11,94  mag/am2, on peut qualifier NGC 394 de galaxie présentant une brillance de surface élevée.